# Journal of Applied Engineering Science
Journal of Аpplied Engineering Science – JAES је водећи национални научни часопис међународног карактера који објављује истраживања из области машинског, саобраћајног и грађевинског инжењерства са посебним фокусом на области: безбедност, ризик, поузданост, квалитет, обновљиви извори енергије, енергетска ефикасност. Излази четири пута годишње, почевши од 2003. године.

## О часопису
Издавач часописа је Институт за истраживања и пројектовања у привреди из Београда. Суиздавачи су Машински факултет Универзитета у Београду и Саобраћајни факултет Универзитета у Београду. Часопис објављује оригиналне научне, стручне и прегледне радове. До сада је објављено 59 бројева часописа са укупно 533 радова. Сви радови подлежу double-blind рецензији еминентих стручњака из области којом се рад бави.

### Периодичност излажења
Часопис излази четири пута годишње (квартално). Месеци у години када часопис излази су: март, јун, септембар и децембар.

## Уредници
Главни уредник часописа је Проф. др Градимир Данон. Извршни уредник часописа је мр Нада Станојевић. Технички уредник часописа је MSc Дарко Станојевић.

### Међународни уређивачки одбор
Чланови међународног уређивачког одбора су:
- Проф. др Бутала Винценц, Универзитет у Љубљани, Машински факултет, Љубљана, Словенија;
- Проф. др Бранко Васић, Универзитет у Београду, Машински факултет, Београд, Србија;
- Проф. др Давор Вујановић, Универзитет у Београду, Саобраћајни факултет, Београд, Србија;
- Проф. др Драган Алексендрић, Универзитет у Београду, Машински факултет, Београд, Србија;
- Проф. др Драган Милутиновић, Универзитет у Београду, Машински факултет, Београд, Србија;
- Доц. др Горан Воротовић, Универзитет у Београду, Машински факултет, Београд, Србија;
- Проф. др Иван Благојевић, Универзитет у Београду, Машински факултет, Београд, Србија;
- Проф. др Јездимир Кнежевић, MIRCE Akademy, Woodbury Castle, Woodbury, United Kingdom;
- Проф. др Јозеф Аронов, Russian Research Institute for Certification, Moscow, Russia;
- Проф. др Милош Кнежевић, University of Podgorica, Faculty of Civil Engineering,Podgorica, Montenegro;
- Проф. др Миодраг Зец, Универзитет у Београду, Филозофски факултет, Београд, Србија;
- Проф. др Мирјана Мисита, Универзитет у Београду, Машински факултет, Београд, Србија;
- Проф. др Мирко Вујошевић, Универзитет у Београду, Факултет организационих наука, Београд, Србија;
- Проф. др Небојша Бојовић, Универзитет у Београду, Саобраћајни факултет, Београд, Србија;
- Др Небојша Ковачевић, Geotechnical Consulting Group,United Kingdom;
- Проф. др Ненад Ђајић, Универзитет у Београду, Рударско-геолошки факултет, Београд, Србија;
- Проф. др Ненад Зрнић, Универзитет у Београду, Машински факултет, Београд, Србија;
- Проф. др Радивоје Митровић, Универзитет у Београду, Машински факултет, Београд, Србија;
- Проф. др Роберт Бјековић, University of Applied Sciences Ravensburg-Weingarten, Weingarten, Germany;
- MSc Синиша Видовић, Energy Testing and Balance, Austin, USA;
- MSc Милош Васић, Универзитет у Београду, Машински факултет, Београд, Србија;
- Проф. др Весна Спасојевић Бркић, Универзитет у Београду, Машински факултет, Београд, Србија;
- Проф. др Владимир Поповић, Универзитет у Београду, Машински факултет, Београд, Србија;
- Проф. др Вукан Вучић, University of Pennsylvania, Philadelphia, USA;
- Проф. др Здравко Миловановић, University of Banja Luka, Faculty of Mechanical Engineering, Banja Luka, Bosnia and Herzegovina;
- Проф. др Жељко Камберовић, Универзитет у Београду, Технолошко-металуршки факултет, Београд, Србија.

## Аутори
За часопис пишу еминетни стручњаци из земље, региона и иностранства. Поред стручњака са простора бивше Југославије, у часопису су радове објављивали и аутори из Русије, Велике Британије, Сједињених Америчких Држава (САД), Словеније, Чешке Републике, Ирана, Индије, Кине, Пољске, Шпаније, Италије итд. 

## Теме
- Безбедност
- Поузданост
- Квалитет
- Ризик
- Саобраћај
- Енергетска ефикасност
- Заштита животне средине

## Електронско и штампано издање часописа
Часопис нуди могућност прегледа и преузимања чланака по принципу - отворени приступ. Поред електронске верзије, издаје се и штампана верзија часописа.

## Реферисање у базама података
- SCOPUS - scopus coverage years [2]
- SCIndeks - Journal of Applied Engineering Science / info [3]